# サターン特殊効果賞
サターン特殊効果賞（サターンとくしゅこうかしょう、Saturn Award for Best Special Effects）は、サターン賞の部門の一つ。第2回より開始された。

## 各年の結果

### 1970年代
- 1973・74年度（第2回）：『エクソシスト』
- 1975年度（第3回）：『ダーク・スター』
- 1976年度（第4回）：L・B・アボット - 功績に対して
- 1977年度（第5回）：『スター・ウォーズ エピソード4/新たなる希望』
- 1978年度（第6回）：『スーパーマン』
- 1979年度（第7回）：『スタートレック』

### 1980年代
- 1980年度（第8回）：『スター・ウォーズ エピソード5/帝国の逆襲』
- 1981年度（第9回）：『レイダース/失われたアーク《聖櫃》』
- 1982年度（第10回）：『E.T.』
- 1983年度（第11回）：『スター・ウォーズ エピソード6/ジェダイの帰還』
- 1984年度（第12回）：『グレムリン』
- 1985年度（第13回）：『バック・トゥ・ザ・フューチャー』
- 1986年度（第14回）：『エイリアン2』
- 1987年度（第15回）：『ロボコップ』
- 1988年度（第16回）：『ロジャー・ラビット』
- 1989・90年度（第17回）：『バック・トゥ・ザ・フューチャー PART2』

### 1990年代
- 1991年度（第18回）：『ターミネーター2』
- 1992年度（第19回）：『永遠に美しく…』
- 1993年度（第20回）：『ジュラシック・パーク』
- 1994年度（第21回）：『トゥルーライズ』
- 1995年度（第22回）：『ジュマンジ』
- 1996年度（第23回）：『インデペンデンス・デイ』
- 1997年度（第24回）：『スターシップ・トゥルーパーズ』
- 1998年度（第25回）：『GODZILLA』
- 1999年度（第26回）：『スター・ウォーズ エピソード1/ファントム・メナス』

### 2000年代
- 2000年度（第27回）：『インビジブル』
- 2001年度（第28回）：『A.I.』
- 2002年度（第29回）：『スター・ウォーズ エピソード2/クローンの攻撃』
- 2003年度（第30回）：『ロード・オブ・ザ・リング/王の帰還』
- 2004年度（第31回）：『スパイダーマン2』
- 2005年度（第32回）：『キング・コング』
- 2006年度（第33回）：『パイレーツ・オブ・カリビアン/デッドマンズ・チェスト』
- 2007年度（第34回）：『トランスフォーマー』
- 2008年度（第35回）：『ダークナイト』
- 2009年度（第36回）：『アバター』

### 2010年代
- 2010年度（第37回）：『インセプション』
- 2011年度（第38回）：『猿の惑星: 創世記』
- 2012年度（第39回）：『アベンジャーズ』
- 2013年度（第40回）：『ゼロ・グラビティ』
- 2014年度（第41回）：『インターステラー』
- 2015年度（第42回）：『スター・ウォーズ/フォースの覚醒』